# 漢字と日本人
『漢字と日本人』（かんじとにほんじん）は、中国文学者の高島俊男の著書。2001年刊。文春新書198。軽い調子の文章で、漢字・漢語と日本語の表記についてのべる。全5章。「Japanese Book News」23-25号に掲載された「Chinese Characters and the Japanese Language」を改めたもの。

## 章題
- 1章：漢字がやってきた
- 2章：日本人は漢字をこう加工した
- 3章：明治以後
- 4章：国語改革四十年
- 終章：やっかいな重荷

### 1章
呉音と漢音、入声など、字音に関する基本的な単語を解説する。

### 2章
前半では、訓読み、仮名、和語/漢語の区別および和製漢語について解説し、後半では、漢字・漢語・漢文の知識を重んじた旧習を「漢字崇拝」と呼んで批判する。

### 3章
明治時代に新たに用いられるようになった多数の漢語（新漢語）についてのべる。漢語について同音であるかどうかをかえりみずに漢語を使うようになったことを問題視する。

### 4章
国字改良論および当用（常用）漢字について否定的に語る。常用漢字について、筆写体と印刷体、芸・藝や弁・辯・辨・瓣など複数の字を一つの字で代用することの問題点など常套的な主張をのべる。

### 終章
結言として、日本語の表記に対する著者の見解をのべる。

## 高島の漢字観
高島は明治時代からの国字改良論の結実である新字体・常用漢字には反対する立場をとる。
しかし、和語を書く際には、一部のものはのぞいて仮名で書くのがよく、和語を漢字で書くのはよろしくないという。
和語を仮名で書くということは漢字を使っている部分を漢字で書かないということであり、漢字をもちいる量を減らすことにつながる。この点に限っては国字改良論と軌を一にする。